# Hugo Marchand (ballerino)
Hugo Marchand (Nantes, 7 dicembre 1993) è un ballerino francese, danseur étoile del balletto dell'Opéra di Parigi dal 2017.

## Biografia
Hugo Marchand è nato a Nantes e ha cominciato a studiare danza nel conservatorio della città prima di frequentare la scuola del balletto dell'Opéra di Parigi per quattro anni. Nel 2011 si è unito alla compagnia e nel 2014, dopo essersi classificato terzo al Concorso internazionale di balletto di Varna, il direttore artistico Benjamin Millepied ha cominciato ad affidagli ruoli di rilievo ne Lo schiaccianoci, La Bayadère e Theme and Variations di George Balanchine.
La sua carriera all'interno della compagnia è stata molto rapida: nel 2011 è stato promosso al rango di coryphée, nel 2015 a quello di sujet e nel 2016 a quello di premier danseur, mentre nel 2017, all'età di ventitré anni, è stato proclamato danseur étoile dopo aver rimpiazzato all'ultimo momento un ballerino indisposto nel ruolo di James ne La Sylphide di Pierre Lacotte. Nello stesso anno ha vinto il Prix Benois de la Danse per la sua interpretazione del protagonista maschile nel Romeo e Giulietta con le coreografie di Rudol'f Nureev. Nel 2023 ha vinto nuovamente il Prix Benois per la sua interpretazione nel ruolo di Rodolfo nel Mayerling di Kenneth MacMillan. Nel dicembre 2024 ha fatto il suo debutto al Teatro alla Scala danzando come protagonista ne Lo schiaccianoci di Nureev.
In aggiunta ha danzato in molti dei grandi ruoli maschili del repertorio classico, romantico, neo-classico e moderno, tra cui Albrecht in Giselle (Corralli/Perrot), Onegin in Onegin (Cranko), Siegfried ne Il lago dei cigni (Nureev), Des Grieux ne L'histoire de Manon (MacMillan), Solor ne La Bayadère (Nureev), Jean de Brienne in Rajmonda (Nureev), Oberon in Sogno di una notte di mezza estate (Balanchine) e il protagonista maschile ne Le jeune homme et la mort (Petit). Inoltre ha danzato coreografie astratte di Balanchine (Jewels, Theme and Variations), William Forsythe, Jiří Kylián, Wayne McGregor, Jerome Robbins, Crystal Pite  e altri.